# Coelho Neto (Maranhão)
Coelho Neto is een gemeente in de Braziliaanse deelstaat Maranhão. De gemeente telt 45.624 inwoners (schatting 2009).
De gemeente grenst aan Duque Bacelar.